# Un gaucho con plata
 Un gaucho con plata  es una película filmada en colores de Argentina dirigida por Ángel Acciaresi según el guion de Abel Santa Cruz que se estrenó el 26 de febrero de 1970 y que tuvo como protagonistas a Rodolfo Zapata, Susana Brunetti, Fidel Pintos y Horacio Bruno.

## Sinopsis
Un provinciano afortunado en los negocios llega a Buenos Aires y es estafado. Un abogado también provinciano le ayudará a recuperar su dinero.

## Reparto
- Rodolfo Zapata
- Susana Brunetti
- Fidel Pintos
- Horacio Bruno
- Mabel Landó
- Triki y Willy
- Emilio Vidal
- Zelmar Gueñol
- Jorge Villalba
- Horacio Neri
- Franco Neri
- Mabel Pessen
- Enrique Vico Carré
- Juan Carlos Puppo
- Los Diablos de la Danza

## Comentarios
La Nación opinó:

”Los elementos convocados para esta producción hubieran servido como base para una comedia más o menos divertida…el trabajo de realización careció de brillo e imaginación.”

Clarín dijo:

”Susana Brunetti luce pródiga en toda su exuberancia y juega su peculiar modalidad para la comedia.”

Manrupe y Portela dicen de la película:

”Intrascendente.”